# Ostatni Grosz (Częstochowa)
Ostatni Grosz – dzielnica Częstochowy położona na południowy wschód od centrum miasta. Przebiega przez nią linia kolei warszawsko-wiedeńskiej wraz ze stacją Częstochowa Towarowa, a także pozostałości biegnącej tędy w pierwszej połowie XX wieku linii Lubliniec–Kielce. Włączona do miasta w 1928.

## Historia
Nazwa dzielnicy pochodzi od ubóstwa niegdysiejszych jej mieszkańców lub od istniejącej tu karczmy, w której przepijano ostatnie pieniądze.
W 1883 w osadzie Ostatni Grosz Władysław Edward Kronenberg, syn Leopolda, rozpoczął budowę fabryki włókienniczej. Niedługo później sprzedano ją firmie Hielle i Ditrich (byli oni właścicielami Zakładów Żyrardowskich), która zapłaciła za nią tylko milion rubli. Fabrykę pod nazwą „Błeszno” uruchomiono w roku 1885. Produkowała wówczas przędzę jutową i worki głównie na potrzeby fabryki w Żyrardowie. Cztery lata później fabrykę zakupiła francuska spółka akcyjna Societe Textile „La Czenstochovienne” (Towarzystwo Przędzalnicze „Częstochowianka”) z siedzibą w Roubaix. W 1902 rozbudowano fabrykę i uruchomiono zakłady bawełniane. Przed I wojną światową była to największa w mieście i jedna z największych fabryk w Kongresówce. Po II wojnie światowej nosiła nazwę Częstochowskich Zakładów Przemysłu Bawełnianego im. Z. Modzelewskiego „Ceba”, obecnie „Polontex”.
W 1888 r. osiedle składało się z czterech bloków mieszkalnych z kamienia i cegły.
Wybudowanie w latach 50. XX wieku alei ZWM (obecnie al. Niepodległości) wraz z linią tramwajową stanowiącą część „osi pracy”, a dwie dekady później przebudowanie trasy z Warszawy do Katowic („gierkówka”) spowodowało zniszczenie pierwotnej sieci ulic. W okresie PRL-u postawiono bloki i wieżowce, które przyćmiły stawiane tu wcześniej domy z wapienia.
Centralnym punktem dzielnicy jest wzgórze, na którym usytuowany jest murowany kościół pw. św. Antoniego Padewskiego i św. Teresy od Dzieciątka Jezus z wysmukłą wieżą, wybudowany w latach 1956–1960.
W Szkole Podstawowej nr 8 mieści się Izba Pamięci Haliny Poświatowskiej.

## Komunikacja
Dzielnica jest skomunikowana liniami tramwajowymi 1, 2 i 3, dziennymi liniami autobusowymi 10, 12, 20, 24, 31, 32, 35 i 38, natomiast po ulicach stanowiących granicę z dzielnicą Zawodzie-Dąbie kursuje dzienna linia autobusowa 23. Nocną komunikację zapewniają linie autobusowe 80 i 84.

## Galeria

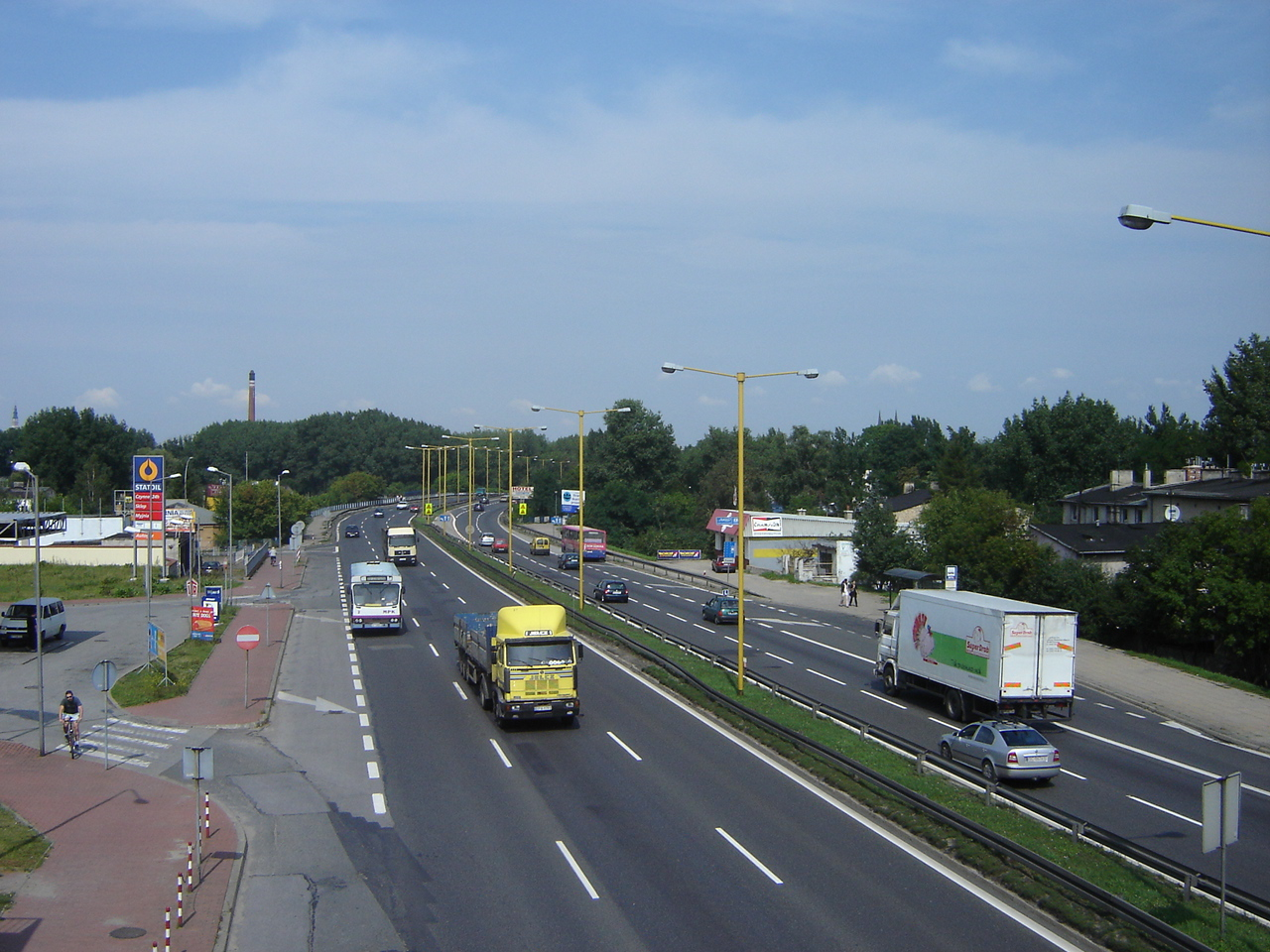
Droga krajowa nr 1
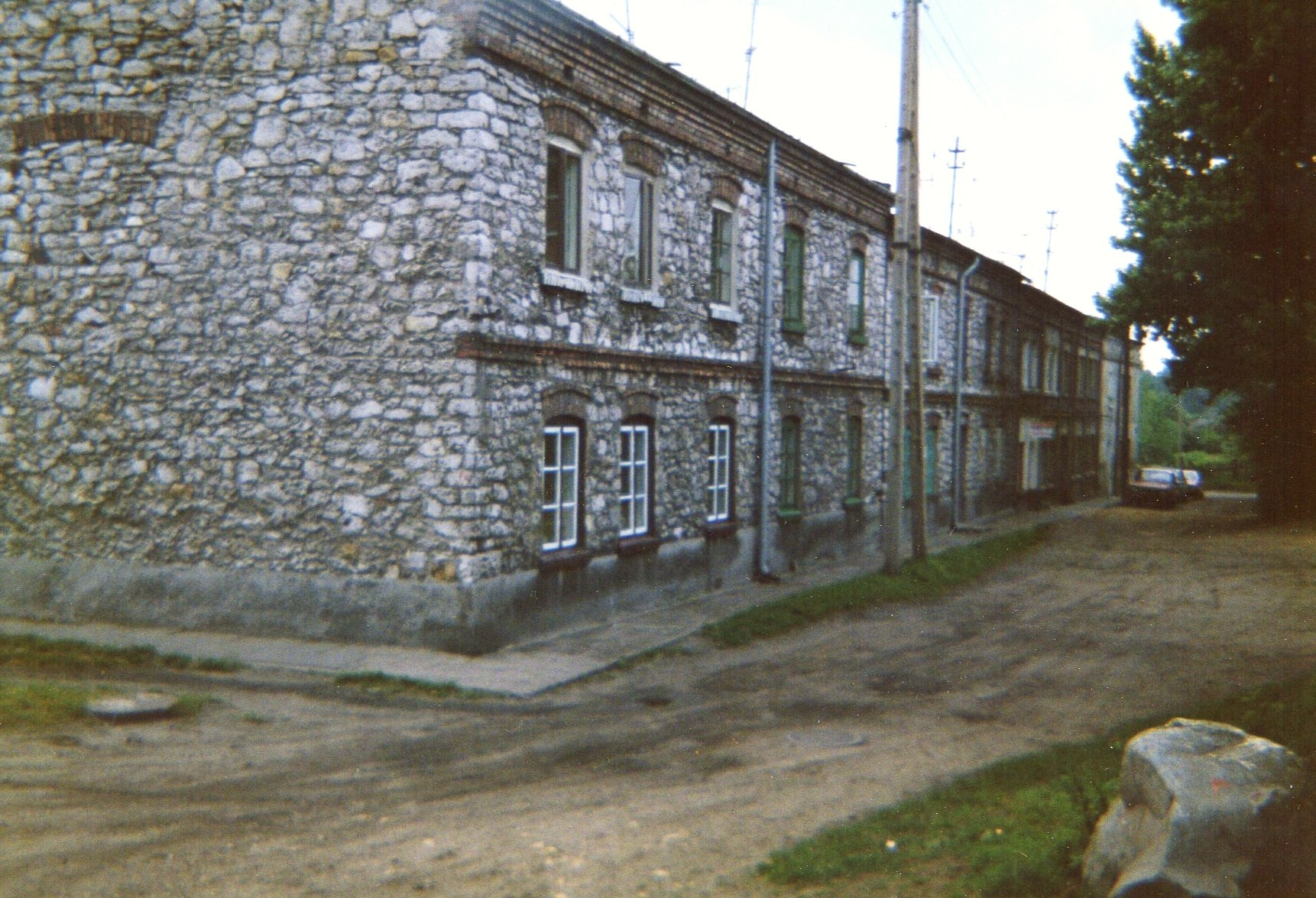
Ulica Górki w 1992 roku
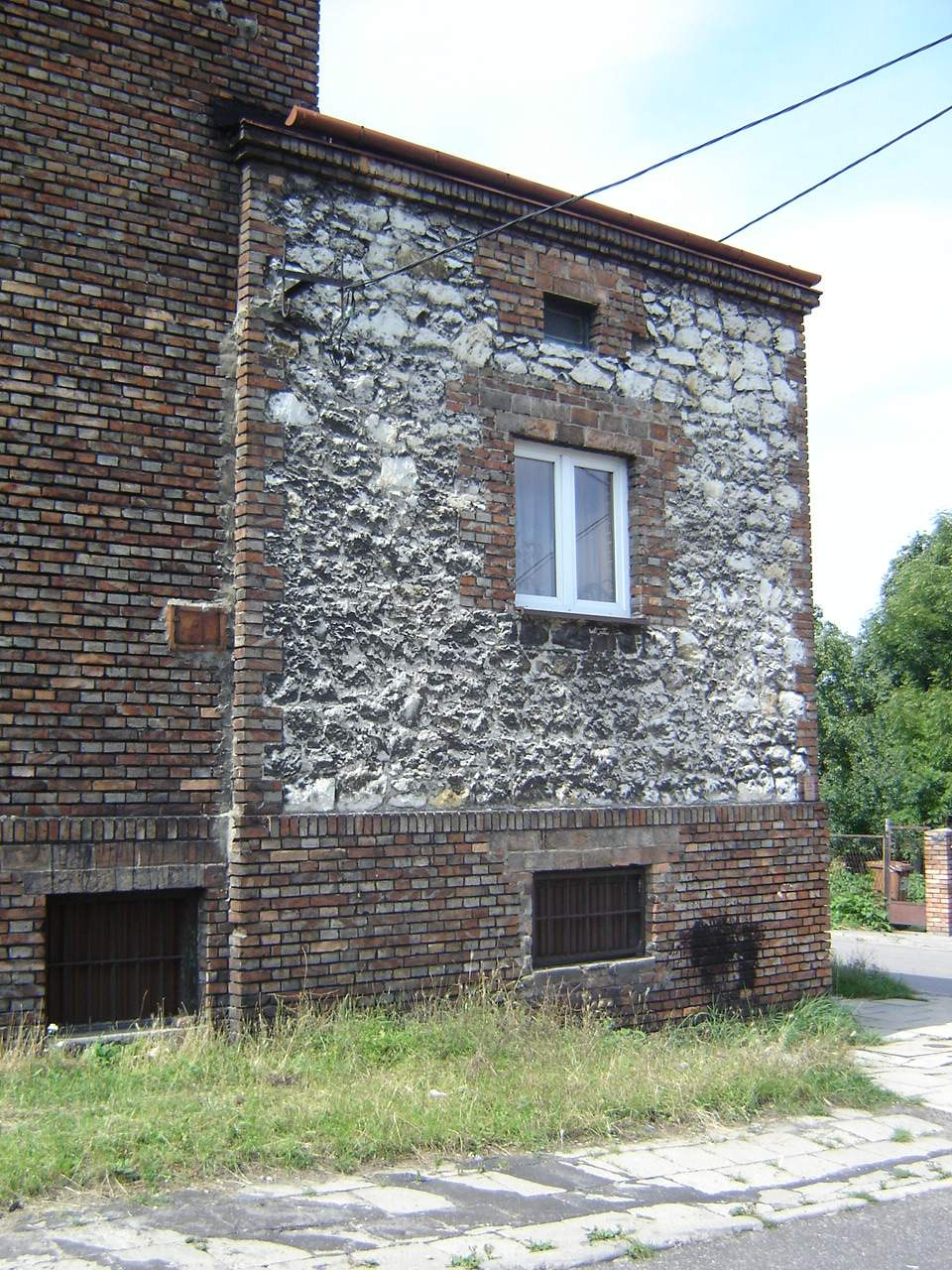
Dom z wapienia